# Волховский переулок (Санкт-Петербург)
Во́лховский переулок — переулок в Василеостровском районе Санкт-Петербурга. Проходит от набережной Макарова до Тучкова переулка.

## История
В 1798—1821 годах входил в состав Биржевого переулка, а в 1821—1859 годах — в состав Загибенина переулка. Современное название Волховский переулок дано 14 июля 1859 года по реке Волхов, в ряду улиц Васильевской части, наименованных по рекам России.

## Здания и сооружения

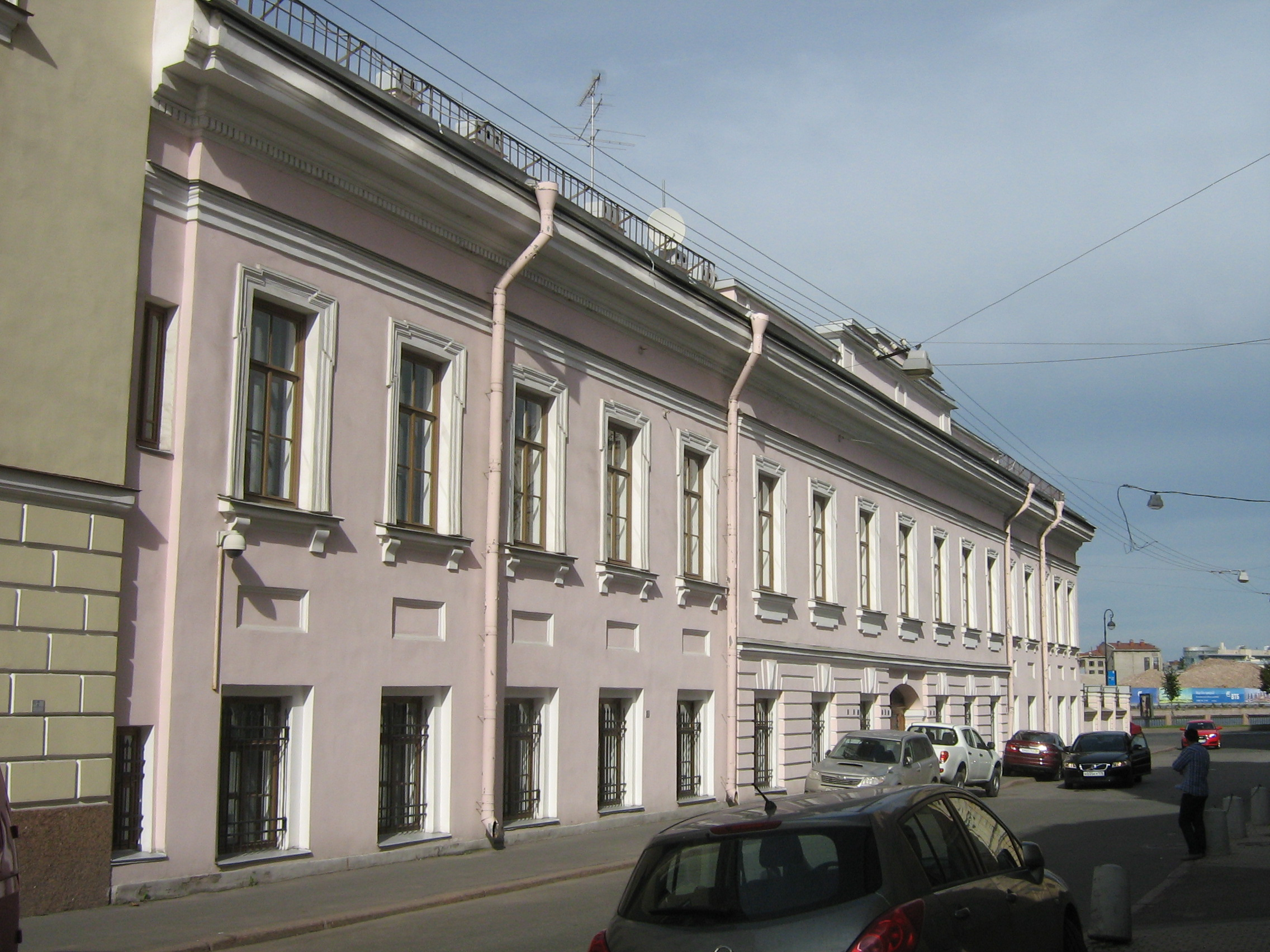
Дом Яковлевых (дом № 1)

- Дом 1. Дом Яковлевых, построен в 1760—1770 годах. Двухэтажный каменный дом, памятник раннего русского классицизма.  Объект культурного наследия № 7810152000№ 7810152000
- Дом 2. Первоначально трехэтажный жилой дом был построен в 1841—1842 годах по проекту архитектора А. Х. Пеля для купца П. Ф. Меняева. Включает в себя дом по Биржевой линии, Волховскому переулку и набережной Макарова и служебный флигель по Биржевому переулку. С 1870-х годов до 1917 года — доходный дом купцов Елисеевых. В 1879 году по проекту архитектора Л. Ф. Шперера здание было надстроено четвёртым этажом. В 1887 году на части дома по Биржевой линии надстроены художественные мастерские по проекту архитектора Г. В. Барановского. В этом доме жили: композитор П. И. Чайковский (в семье родителей, 1848-1849 годы), художники Григорий и Никанор Чернецовы, И. Н. Крамской (с 1869 по 1887 год), в 1870-х годах — И. И. Шишкин; позднее — художники А. И. Корзухин, Г. Г. Мясоедов (1888 год), А. И. Куинджи (с 1897 по 1910 год), физиолог Н. Е. Введенский (с 1896 по 1914 год).  Объект культурного наследия № 7810727000№ 7810727000
- Дом 3  781610562620006 — здание было построено в 1796 году на владении Саввы Яковлева, в 1806-м присоединено к уже стоявшему рядом особняку под номером 1. В 1818—1821 оба дома были перестроены архитектором А. И. Мельниковым. Последним владельцем дома был архитектор П. Ю. Сюзор. Сейчас в доме располагается Высшая школа менеджмента Санкт-Петербургского государственного университета[2].
- Дом 4. Дом И. Мичурина. Построен в конце XVIII — начале XIX века. В 1822 году расширен архитектором Антонио Адамини. В начале XX века здание занимала Фабрика бристольских карт и литография «Иосиф Скамони», в советское время — Завод пластмассовой фурнитуры. В 2006—2007 годах дом был снесён. Фасад дома воссоздан в новом здании в составе комплекса «У Ростральных колонн».
- Дом 5 / Тучков переулок, д. 11. Доходный дом коммерсанта Ф. Ф. Шпринга. В начале 1800-х годов на месте деревянных домов был построен для купца А. Загибенина угловой (с Тучковым переулком) двухэтажный каменный дом. В 1898—1899 годах на этом месте был построен четырёхэтажный дом (архитектор Б. И. Гиршович). Часть дома занимала Частная женская гимназия Г. А. Кебке с пансионом и детским садом. Также в этом доме находилась мастерская художника А. Самохвалова.  памятник архитектуры (вновь выявленный объект)[3]
- Дом 6. Дом купца А. И. Красильникова. Построен в 1823 году. В 1860-х годах здесь жил востоковед В. В. Григорьев. Стиль — классицизм.  памятник архитектуры (вновь выявленный объект)[3]
- Дом 8. Первоначальная застройка снесена в начале 1930-х годов. Далее на этом месте находилась школа, построенная в 1936—1939 годах по типовому проекту А. А. Юнгера и А. Н. Сибирякова. С начала 1980-х годов в этом здании находится Институт лингвистических исследований РАН.